# Алешата
Алеша́та (рос. Алешата) — присілок у складі Афанасьєвського району Кіровської області, Росія. Входить до складу Гордінського сільського поселення.
Населення становить 26 осіб (2010, 29 у 2002).
Національний склад станом на 2002 рік — росіяни 100 %.